# Майданское
Майданское (вариант Майданск, Новые Зирани, Зирани-Майданское) — село в Унцукульском районе Дагестана.
Центр сельсовета с 1976 года.

## Географическое положение
Расположено на реке Аварское Койсу (бассейн реки Сулак), в 30 км к юго-востоку от районного центра села Унцукуль.

## История
Населённый пункт возник на месте гидрологического поста «Балаханский мост». Образовано в 1974 (большая часть жителей переселилась из села Зирани).
Часть села попала в зону затопления Ирганайского водохранилища.

## Население
| 1970 | 1989 | 2002  | 2010  | 2021  |
| ---- | ---- | ----- | ----- | ----- |
| 144  | ↗830 | ↗1870 | ↗2641 | ↗3065 |